# Lecithaster sayori
Lecithaster sayori är en plattmaskart. Lecithaster sayori ingår i släktet Lecithaster och familjen Hemiuridae. Inga underarter finns listade i Catalogue of Life.